# 대구 서씨
대구 서씨(大丘徐氏)는 대구(大邱)를 본관으로 하는 한국의 성씨이다.

## 역사
시조(始祖) 서한(徐閈)이 고려(高麗)조 군기소윤(軍器少尹)을 지냈다. 이후 계대가 실전되어 7세손 서익진(徐益進)을 중시조로 한다.
서익진의 증손자인 서거정(徐居正)이 1444년 식년 문과에 을과로 급제하여 대제학을 역임하고, 달성군(達城君)에 봉해졌으며, 좌찬성으로서 세자이사(世子貳師)를 겸했다.
서거정의 형인 서거광(徐居廣)의 현손 서성(徐渻)은 1586년(선조 19) 문과에 급제하고 인조반정 후 판서를 역임하였다.

## 인물
- 서의(徐義. ?~?) : 호조전서, 서익진의 아들
- 서미성(徐彌性. 1383~1431) : 안주목사, 서의의 아들
- 서거광(徐居廣. ?-1459) : 언양현감, 서미성 아들
- 서거정(徐居正. 1420-1488) : 좌찬성,대제학,서미성의 아들, 권근(權近)의 외손
- 서팽소(徐彭召. ?-?) : 사헌부장령, 서거광의 아들
- 서팽려(徐彭呂. ?-?) : 풍저창봉사, 서거광의 아들
- 서후(徐厚. ?-?) : 대사간, 서팽소의 아들
- 서고(徐固. ?-1550) : 예조참의, 서팽소의 아들
- 서엄(徐崦. 1529-1573) : 사예. 서고의 아들
- 서해(徐嶰. 1537-1559) : 청풍군수, 서고의 아들, 이고(李股)의 사위
- 서성(徐渻. 1558-1631) : 병조판서, 서해의 아들, 서거광의 현손
- 서경우(徐景雨. 1573-1645) : 우의정, 서성의 아들
- 서경수(徐景需. 1575-1646) : 사복시 첨정, 증이조판서, 서성의 아들
- 서경빈(徐景霦. 1576-1664) : 첨지중추부사, 서성의 아들
- 서경주(徐景霌. 1579-1643) : 달성위, 선조부마, 서성의 아들
- 서원리(徐元履. 1596-1663) : 함경도관찰사, 서경우의 아들
- 서형리(徐亨履. 1596-1667) : 사재감첨정, 서경수의 아들
- 서택리(徐擇履. 1598-1654) : 진사,서경수의 아들
- 서상리(徐祥履. 1602-1659) : 예조참의, 서경수의 아들
- 서광리(徐匡履. 1604-1656) : 사헌부 감찰, 서경수의 아들
- 서홍리(徐弘履. 1607-1687) : 동지중추부사, 서경우의 아들
- 서정리(徐貞履. 1599-1664) : 부사, 서경주의 아들
- 서정리(徐正履. 1617-1678) : 삼척부사, 서경주의 아들
- 서진리(徐晉履. 1622-1648) : 직장, 서경주의 아들
- 서문중(徐文重. 1634-1709) : 문과 장원, 영의정, 서정리의 아들, 서원리의 양자
- 서문유(徐文裕. 1651-1707) : 예조판서, 서정리의 아들, 제조 서경주의 손자, 판서 서성의 증손
- 서종태(徐宗泰. 1652~1719) : 우의정, 행판중추부사, 병조참의 서문상의 아들
- 서명균(徐命均. 1680-1745) : 좌의정, 우의정 서종태의 아들
- 서종급(徐宗伋. 1688-1762) : 이조판서, 서문택의 아들, 선조 부마 서경주의 현손
- 서종옥(徐宗玉. 1688-1745) : 이조판서, 서문유의 아들
- 서명빈(徐命彬. 1692-1763) : 이조판서, 서종태의 아들
- 서덕수(徐德修. 1694-1722) :  증 이조참판, 군수 서명백의 아들
- 서명신(徐命臣. 1701-1771) : 형조판서, 서종수의 아들, 선조 부마 서경주의 현손
- 서회수(徐晦修. 1713-1792) : 공조판서, 서명순의 아들,ㅍ서종태의 손자
- 서지수(徐志修. 1714-1768) : 영의정,서명균의 아들
- 서명응(徐命膺. 1716-1787) : 이조판서, 대제학, 서종옥의 아들
- 서유경(徐有慶. 1727-1788) : 예조판서, 서인수의 아들
- 서명선(徐命善. 1728-1791) : 영의정, 서종옥의 아들
- 서매수(徐邁修. 1731-1818) : 영의정, 서명원의 아들, 선조부마 서경주의 5대손
- 서유대(徐有大. 1732-1802) : 훈련대장, 서일수의 아들
- 서유녕(徐有寧. 1733-1789) : 예조판서,서인수의 아들 서신수에게 양자, 우의정 서종제의 증손
- 서유신(徐有臣. 1735~1800) : 문과 장원, 대제학, 서지수의 아들
- 서직수(徐直修. 1735-1822) : 용인 현감, 화가 서명인의 아들

- 서호수(徐浩修) 1736-1799 이조판서,命翼양자,命膺아들,宗玉손자
- 서유린(徐有隣) 1738-1802 이조판서,문과장원,孝修아들
- 서유방(徐有防) 1741-1798 이조판서,孝修아들
- 서정수(徐鼎修) 1749-1804 이조판서,命全아들,선조부마 景주5대손
- 서영보(徐英輔) 1757-1821 훈련대장,有大양자,有常아들
- 서용보(徐龍輔) 1757-1824 영의정,有寧아들
- 서영보(徐榮輔) 1759-1816 이조판서,대제학,문과장원,有臣아들
- 서락순(徐洛淳) 1761-1835 사간원 사간, 聖躋아들, 彭呂후
- 서유구(徐有榘) 1764-1845 이조판서,대제학,문과장원,浩修아들
- 서능보(徐能輔) 1769-1835 이조판서,문과장원,有慶아들
- 서준보(徐俊輔) 1770-1856 이조판서,대제학,有隣양자,有防아들
- 서경보(徐耕輔) 1771-1839 이조판서,문과장원,有老양자,有臣아들
- 서춘보(徐春輔) 1776-1825 총융사,有後아들,志修손자
- 서좌보(徐左輔) 1786-1855 병조판서,문과장원,有聞아들
- 서귀보(徐龜輔) 예조판서,有寧아들,宗悌증손
- 서기순(徐箕淳) 1791-1854 이조판서,대제학,청백리,榮輔아들
- 서유여(徐有畬) 1792-1879 공조판서,美修아들
- 서영순(徐英淳) 1793-1854 형조판서,京輔아들,宗悌5대손
- 서희순(徐熹淳) 1793-1857 이조판서,應輔아들,有寧손자
- 서유훈(徐有薰) 1795-1862 이조판서,淇修아들,文裕현손
- 서염순(徐念淳) 1800-1859 판의금부사,恭輔양자,春輔아들
- 서헌순(徐憲淳) 1801-1868 판의금부사,基輔아들,志修증손
- 서상오(徐相五) 1801-1857 어영대장,鳳淳아들
- 서유영(徐有英) 1801-1874 금계필담 저자. 서경주(徐景霌)의 6대손.
- 서원순(徐元淳) 1805- 예조판서,左輔아들
- 서대순(徐戴淳) 1805-1871 예조판서,龍輔양자,應輔아들
- 서당보(徐堂輔) 1806-1883 영의정 有敦아들,命均증손
- 서경순(徐璟淳) 1808- 이조판서,善輔아들,有曾손자
- 서형순(徐衡淳) 1813-1893 이조판서,長輔양자,鴻輔아들
- 서상정(徐相鼎) 1813-1876 병조판서,灝淳아들,龜輔손자
- 서승보(徐承輔) 1814- 형조판서,有여 아들
- 서상우(徐相雨) 1831-1903 예조판서,문과장원,慶淳아들,有豊증손
- 서정순(徐正淳) 1835-1908 예조판서,兢輔아들,命均현손
- 서봉순(徐鳳淳) 좌포도대장,英輔아들
- 서경순(徐景純) 이조판서
- 서진순(徐瑨淳) 이조판서
- 서상륜(徐相崙) 1848-1926 선교사,奭淳아들
- 서상돈(徐相敦) 1850-1913,哲淳아들
- 서경조(徐景祚) 1852-1938 목회자,奭淳아들
- 서상렬(徐相烈) 1854-1896 항일의병장,進淳아들
- 서광범(徐光範) 1859-1897 법부대신,相翊아들,戴淳손자,龍輔증손
- 서재필(徐載弼) 1864-1951,光孝아들
- 서재창(徐載昌) 1866-1884,光孝아들

## 분파
- 감찰공파(監察公派)
- 만사공파(晩沙公派)
- 전첨공파(典籤公派)
- 첨추공파(僉樞公派)
- 도위공파(都尉公派)
- 봉사공파(奉事公派)
- 서흥파(瑞興派)
- 사가공파(四佳公派)
- 춘헌공파(春軒公派)
- 승사랑공파(承仕郞公派)
- 장원공파(掌苑公派)
- 훈련봉사공파(訓鍊奉事公派)
- 배산파
- 충렬공파

## 조선 왕실과의 인척 관계
- 정신옹주(선조의 옹주) 부마 서경주(徐景霌)
- 영조비 정성왕후

## 항렬자
| 15세   | 16세     | 17세   | 18세   | 19세   | 20세     | 21세   | 22세     | 23세     | 24세   | 25세          | 26세          | 27세     | 28세     | 29세   | 30세     | 31세     | 32세     | 33세   | 34세     | 35세     | 36세   | 37세     | 38세     | 39세   | 40세     | 41세   | 42세     |
| ------ | -------- | ------ | ------ | ------ | -------- | ------ | -------- | -------- | ------ | ------------- | ------------- | -------- | -------- | ------ | -------- | -------- | -------- | ------ | -------- | -------- | ------ | -------- | -------- | ------ | -------- | ------ | -------- |
| 경(景) | 口리(履) | 문(文) | 종(宗) | 명(命) | 口수(修) | 유(有) | 口보(輔) | 口순(淳) | 상(相) | 병(丙) 광(光) | 정(廷) 재(載) | 口석(錫) | 口원(源) | 동(東) | 口덕(德) | 口규(逵) | 口진(鎭) | 영(永) | 口영(榮) | 口렬(烈) | 세(世) | 口선(善) | 口호(浩) | 계(桂) | 口경(慶) | 기(基) | 口용(鏞) |

## 달성 서씨와 구분
달성(達城)서씨와 대구(大丘)서씨는 족보상으로 시조가 다르다. 달성 서씨는 고려 판도판서(版圖判書) 서진(徐晋)을 시조로 하고 있고, 대구 서씨는 고려 군기소윤(軍器少尹) 서한(徐閈)을 시조로 한다. 달성 서씨와 대구 서씨는 근원이 같다고 추측되지만 분파된 시기와 계대를 확실히 고증할 수 없다라고 한다.  그러나 진위 이씨(振威李氏) 대동보(大同譜)에는 달성서씨(達城徐氏) 시조 진(晉)의 부친인 서무질(徐無疾)이 고려(高麗) 고종조(高宗朝) 정순대부(正順大夫) 예의판서(禮儀判書)와 검교장군(檢校將軍)을 지낸 진위군(振威君) 진위 이씨(振威李氏) 이자영(李自英)의 사위이며, 밀직사(密直司) 종2품을 지낸 대구인(大邱人)이고 그의 부친(父)은 판군기감(判軍器監)이라고 기록하고 있다.
달성 서씨는 판도공파 또는 향파(鄕派)라 하고, 대구 서씨는 소윤공파 또는 경파(京派)라 한다. 두 파는 1702년(肅宗 28년)에 처음으로 족보를 함께 하여 임오보(壬午譜)를 만들었으나 1736년(영조(英祖) 12년)에 경파(京派)만이 단독 족보를 만들어 대구 서씨(大丘徐氏)로 갈라섬으로써 양파가 족보를 달리하게 되었다. 임오보에서 판도공파 계보 서두에 기록된 원문에 "版圖公派亦系達城必是同貫而世代已遠譜牒無徵未能明知故不敢渾錄於本譜姑爲別譜以附篇末(같은 관향인데 세대가 멀고 보첩으로 증명할 수 없어 능히 알지 못하므로 본보에 섞어서 기록하지 못하고 별보로 하여 책 끝에 붙인다)"하였다. 과거에 본관을 혼용하여 사용하였기 때문에 대구 서씨인데도 호적에는 본관이 달성으로 등재되어 있기도 하고, 달성 서씨인데도 호적에는 본관이 대구로 등재되어 있기도 하다. 문헌에 대구 서씨 인물들의 관향이 달성으로도 되어 있다.

## 서씨 분파
몽어(夢漁) 서문중(徐文重) 서상공(徐相公)이 대구 서씨 보(大丘 徐氏 譜 – 1702년간) 서문에 이르기를 서씨(徐氏)는 애당초 두 관적(貫籍)이 없었는데 뒤에 8파로 나뉘었으니 이천(利川) 달성(達城) 대구(大丘) 장성(長城) 연산(連山) 남평(南平) 부여(扶餘) 평당(平當) 남양(南陽) 당성(唐城)이 이것이다. 그 분파된 이유인즉 문헌에 증거가 없어 알 수는 없으나 대개 이천(利川)의 선조는 아간공(阿干公) 서신일(徐神逸)이요. 대구(大丘)의 선조는 서한(徐閈)이요. 달성(達城)의 선조는 서진(徐晋)이요. 장성(長城)의 선조는 서능(徐稜 문하시중.종1품)이요. 연산(連山)의 선조는 서보(徐寶 연성군)요. 남평(南平)의 선조는 서린(徐鱗 대광내의령.종1품)이요. 부여(扶餘)의 선조는 서수손(徐秀孫)이요. 평당(平當)의 선조는 서준방(徐俊邦 형부상서.정3품)이요. 남양 서씨(南陽 徐氏)의 선조는 서간(徐趕)이요. 당성 서씨(唐城 徐氏)의 선조는 서득부(徐得富)이니 계파를 따져 보면 모든 서씨(徐氏)가 다 이천(利川)에서 나왔고 나머지 7관(七貫)은 곧 이천(利川)의 별파라 했다. 또 의성(義城) 김씨(金氏)의 족보를 보니 서씨(徐氏)의 선조(先祖)는 기자(箕子)로부터 나왔고 신라말년(新羅末年)의 서신일(徐神逸)이 있었고 고려초에 서목(徐穆)이 있었으니 이천서씨(利川徐氏)는 그 후손이요. 대구(大丘),봉성(峯城),남양(南陽),당성(唐城)이 이천에서 다 같이 나뉘었으니 서신일(徐神逸)의 후손이라 한다. 동국의 서씨(徐氏)는 모두 아간(阿干)을 선조로 함에 의심이 없고 또 몽어(夢漁) 서문중(徐文重)의 박식원견으로 반드시 고증을 거쳐서 그 족보 끝에 썼을 것으로 생각되어 우리 서씨(徐氏)가 타족(他族)과 다른 점이다. 
1742년 이천 서씨(利川徐氏) 문중에서 간행된 족보인 《임술보》(壬戌譜) 서문에는 “무릇 나뭇가지가 천이라도 뿌리는 하나요, 물 갈래가 백이라도 근원은 하나이니 우리나라에 달성(達城), 대구(大丘), 부여(扶餘), 평당(平當), 장성(長城), 연안(延安), 전주(全州), 남평(南平), 남양(南陽), 당성(唐城)의 서씨(徐氏)중에 누가 아간공(阿干公)을 조상으로 해서 나뉜 자가 아니랴. 아간(阿干)공의 줄거리는 이천(利川)이다”라고 쓰여 있어, 부여 서씨(扶餘徐氏)가 이천서씨(利川徐氏)의 한 갈래임을 밝히고 있다. 
이천 서씨(利川徐氏)의 족보 「계미보癸未譜(1763년)」 서문에 보면, 우리나라 서씨(徐氏)는 3관(貫)이 저명한데, 이천조(利川祖)는 아간(阿干) 서신일(徐神逸)이고 부여조(扶餘祖)는 백제의 온조왕(溫祚)이며, 달성조(達成祖)는 소윤(少尹) 서한(徐閈)이라고 했다. 이천 서씨(利川徐氏), 달성 서씨(達城徐氏), 부여 서씨(扶餘徐氏)는 아간대부 서신일(阿干大夫 徐神逸)의 후손이라고 참찬(參贊)을 지낸 달성인 서명응(達城人 徐命膺)이 썼다.

## 같이 보기
- 이천 서씨
- 달성 서씨
- 부여 서씨
- 연산 서씨
- 장성 서씨
- 당성 서씨

## 참고 자료
- “대구서씨(大丘徐氏)”. 뿌리를 찾아서.[깨진 링크(과거 내용 찾기)]